# 4795 Kihara
4795 Kihara (1989 CB1) là một tiểu hành tinh vành đai chính được phát hiện ngày 7 tháng 2 năm 1989 bởi Takahashi và Watanabe ở Kitami.